# Élections législatives de 2012 en Saône-et-Loire
Les élections législatives françaises de 2012 se déroulent les 10 et 17 juin 2012. Dans le département de Saône-et-Loire, cinq députés sont à élire dans le cadre de cinq circonscriptions, soit une de moins que lors des législatures précédentes, en raison du redécoupage électoral.

## Élus
|   | Circonscription | Député sortant     |  | Parti | Député élu ou réélu |                | Parti          |
| - | --------------- | ------------------ |  | ----- | ------------------- | -------------- | -------------- |
| ≠ | 1re             | Gérard Voisin      |  | UMP   | Thomas Thévenoud    |                | PS             |
| ≠ | 2e              | Jean-Marc Nesme    |  | UMP   | Édith Gueugneau     |                | PS diss.       |
| ≠ | 3e              | Jean-Paul Anciaux  |  | UMP   | Philippe Baumel     |                | PS             |
| ≠ | 4e              | Didier Mathus      |  | PS    | Cécile Untermaier   |                | PS             |
| ≠ | 5e              | Christophe Sirugue |  | PS    | Christophe Sirugue  |                | PS             |
| – | 6e              | Arnaud Montebourg  |  | PS    | Siège supprimé      | Siège supprimé | Siège supprimé |

## Impact du redécoupage territorial
La disparition de la 6e circonscription (en fait, de la 4e) entraîne des modifications dans toutes les circonscriptions. Le canton de Saint-Gengoux-le-National va à la 1re ; les cantons de La Guiche, Marcigny, Mont-Saint-Vincent et Palinges vont à la 2e ; les cantons de Montceau-les-Mines-Nord, Montceau-les-Mines-Sud, Montcenis et Montchanin vont à la 5e, laquelle échange Chalon-sur-Saône-Nord et Sennecey-le-Grandavec la (nouvelle) 4e contre Chalon-sur-Saône-Sud, et perd le canton de Givry au profit de la 3e, cette dernière récupérant aussi le canton de Verdun-sur-le-Doubs de l'ancienne 6e.

## Résultats

### Résultats à l'échelle du département
| Parti          | Parti                              | Premier tour | Premier tour | Second tour | Second tour | Sièges |  |
| Parti          | Parti                              | Voix         | %            | Voix        | %           | Sièges |  |
| -------------- | ---------------------------------- | ------------ | ------------ | ----------- | ----------- | ------ |  |
|                | Parti socialiste                   | 74 414       | 31,20        | 98 679      | 43,08       | 4      |  |
|                | Divers gauche dont MRC             | 17 740       | 7,44         | 25 124      | 10,97       | 1      |  |
|                | Europe Écologie Les Verts          | 12 792       | 5,36         |             |             | 0      |  |
|                | Majorité présidentielle            | 104 946      | 44,01        | 123 803     | 54,05       | 5      |  |
|                |                                    |              |              |             |             |        |  |
|                | Union pour un mouvement populaire  | 58 619       | 24,58        | 86 393      | 37,72       | 0      |  |
|                | Divers droite dont DLR, PCD        | 12 158       | 5,10         |             |             | 0      |  |
|                | Parti radical                      | 11 768       | 4,93         | 18 857      | 8,23        | 0      |  |
|                | Alliance centriste                 | 1 765        | 0,74         |             |             | 0      |  |
|                | Droite parlementaire               | 84 310       | 35,35        | 105 250     | 45,95       | 0      |  |
|                |                                    |              |              |             |             |        |  |
|                | Front national                     | 34 753       | 14,57        |             |             | 0      |  |
|                | Front de gauche                    | 10 697       | 4,49         | 0           |             |        |  |
|                | Extrême gauche dont LO, NPA et POI | 2 187        | 0,92         | 0           |             |        |  |
|                | Mouvement démocrate                | 994          | 0,42         | 0           |             |        |  |
|                | Divers écologiste dont AÉI         | 590          | 0,25         | 0           |             |        |  |
|                |                                    |              |              |             |             |        |  |
| Inscrits       | Inscrits                           | 409 741      | 100,00       | 409 704     | 100,00      | 5      |  |
| Abstentions    | Abstentions                        | 167 222      | 40,81        | 172 100     | 42,01       |        |  |
| Votants        | Votants                            | 242 519      | 59,19        | 237 604     | 57,99       |        |  |
| Blancs et nuls | Blancs et nuls                     | 4 042        | 1,67         | 8 551       | 3,6         |        |  |
| Exprimés       | Exprimés                           | 238 477      | 98,33        | 229 053     | 96,4        |        |  |

### Résultats par circonscription

#### Première circonscription (Mâcon)
| Candidat       | Candidat              | Parti          | Premier tour | Premier tour | Second tour | Second tour |  |
| Candidat       | Candidat              | Parti          | Voix         | %            | Voix        | %           |  |
| -------------- | --------------------- | -------------- | ------------ | ------------ | ----------- | ----------- |  |
|                | Thomas Thévenoud élu  | PS             | 15 316       | 36,32        | 21 525      | 54,13       |  |
|                | Gérard Voisin sortant | UMP (PRV)      | 9 354        | 22,18        | 18 244      | 45,87       |  |
|                | Christine Robin       | NC (diss. UMP) | 6 902        | 16,37        |             |             |  |
|                | Evelyne Jurain        | RBM (FN)       | 5 000        | 11,86        |             |             |  |
|                | Nicole Eschmann       | EÉLV           | 1 951        | 4,63         |             |             |  |
|                | Jacquy Lièvre         | FG (PG) (PCF)  | 1 910        | 4,53         |             |             |  |
|                | Sophie Micollet       | CpF (MoDem)    | 994          | 2,36         |             |             |  |
|                | Flavien Goulisserian  | DLR            | 357          | 0,85         |             |             |  |
|                | Amandine Goyon        | AÉI            | 281          | 0,67         |             |             |  |
|                | François Ly Wa Hoi    | LO             | 99           | 0,23         |             |             |  |
|                |                       |                |              |              |             |             |  |
| Inscrits       | Inscrits              | Inscrits       | 72 452       | 100,00       | 72 448      | 100,00      |  |
| Abstentions    | Abstentions           | Abstentions    | 29 726       | 41,03        | 31 038      | 42,84       |  |
| Votants        | Votants               | Votants        | 42 726       | 58,97        | 41 410      | 57,16       |  |
| Blancs et nuls | Blancs et nuls        | Blancs et nuls | 562          | 1,32         | 1 641       | 3,96        |  |
| Exprimés       | Exprimés              | Exprimés       | 42 164       | 98,68        | 39 769      | 96,04       |  |

#### Deuxième circonscription (Charolles)
| Candidat       | Candidat                | Parti          | Premier tour | Premier tour | Second tour | Second tour |  |
| Candidat       | Candidat                | Parti          | Voix         | %            | Voix        | %           |  |
| -------------- | ----------------------- | -------------- | ------------ | ------------ | ----------- | ----------- |  |
|                | Jean-Marc Nesme sortant | UMP            | 17 777       | 37,35        | 22 443      | 47,18       |  |
|                | Édith Gueugneau élu     | diss. PS       | 14 004       | 29,42        | 25 124      | 52,82       |  |
|                | Nicolas Guillemet       | EÉLV (PS)      | 6 996        | 14,70        |             |             |  |
|                | Marie-Christiane Colas  | RBM (FN)       | 5 779        | 12,14        |             |             |  |
|                | Isabelle Voillot        | FG (PCF)       | 2 149        | 4,51         |             |             |  |
|                | Charlène Dorier         | DLR            | 569          | 1,20         |             |             |  |
|                | Johanne Morel           | LO             | 323          | 0,68         |             |             |  |
|                |                         |                |              |              |             |             |  |
| Inscrits       | Inscrits                | Inscrits       | 81 300       | 100,00       | 81 295      | 100,00      |  |
| Abstentions    | Abstentions             | Abstentions    | 32 748       | 40,28        | 32 206      | 39,62       |  |
| Votants        | Votants                 | Votants        | 48 552       | 59,72        | 49 089      | 60,38       |  |
| Blancs et nuls | Blancs et nuls          | Blancs et nuls | 955          | 1,97         | 1 522       | 3,1         |  |
| Exprimés       | Exprimés                | Exprimés       | 47 597       | 98,03        | 47 567      | 96,9        |  |

#### Troisième circonscription (Autun - Le Creusot)
| Candidat       | Candidat                  | Parti               | Premier tour | Premier tour | Second tour | Second tour |  |
| Candidat       | Candidat                  | Parti               | Voix         | %            | Voix        | %           |  |
| -------------- | ------------------------- | ------------------- | ------------ | ------------ | ----------- | ----------- |  |
|                | Philippe Baumel élu       | PS                  | 18 504       | 36,57        | 25 914      | 53,78       |  |
|                | Jean-Paul Anciaux sortant | UMP                 | 16 309       | 32,24        | 22 275      | 46,22       |  |
|                | Estelle Arnal             | RBM (FN)            | 8 159        | 16,13        |             |             |  |
|                | Rémy Rebeyrotte           | diss. PS            | 3 736        | 7,38         |             |             |  |
|                | Serge Desbrosse           | FG (PCF)            | 1 742        | 3,44         |             |             |  |
|                | François Lotteau          | EÉLV                | 1 571        | 3,11         |             |             |  |
|                | Marie-Christine Dubois    | NPA (GA, FASE, ALT) | 376          | 0,74         |             |             |  |
|                | Simonne Pallant           | LO                  | 195          | 0,39         |             |             |  |
|                |                           |                     |              |              |             |             |  |
| Inscrits       | Inscrits                  | Inscrits            | 83 735       | 100,00       | 83 724      | 100,00      |  |
| Abstentions    | Abstentions               | Abstentions         | 32 341       | 38,62        | 33 579      | 40,11       |  |
| Votants        | Votants                   | Votants             | 51 394       | 61,38        | 50 145      | 59,89       |  |
| Blancs et nuls | Blancs et nuls            | Blancs et nuls      | 802          | 1,56         | 1 956       | 3,9         |  |
| Exprimés       | Exprimés                  | Exprimés            | 50 592       | 98,44        | 48 189      | 96,1        |  |

#### Quatrième circonscription (Louhans)
| Candidat       | Candidat                   | Parti          | Premier tour | Premier tour | Second tour | Second tour |  |
| Candidat       | Candidat                   | Parti          | Voix         | %            | Voix        | %           |  |
| -------------- | -------------------------- | -------------- | ------------ | ------------ | ----------- | ----------- |  |
|                | Cécile Untermaier élue     | PS             | 18 179       | 37,78        | 23 810      | 50,40       |  |
|                | Arnaud Danjean             | UMP            | 15 179       | 31,55        | 23 431      | 49,60       |  |
|                | Alain Quequin              | RBM (FN)       | 7 011        | 14,57        |             |             |  |
|                | Éric Michoux               | diss. UMP      | 3 704        | 7,70         |             |             |  |
|                | Isabelle Pirat             | FG (PCF) (PG)  | 2 048        | 4,26         |             |             |  |
|                | Marie-Claude Colin-Cordier | EÉLV           | 1 058        | 2,20         |             |             |  |
|                | Maxime Thiébaut            | DLR            | 626          | 1,30         |             |             |  |
|                | Pascal Dussauge            | LO             | 309          | 0,64         |             |             |  |
|                |                            |                |              |              |             |             |  |
| Inscrits       | Inscrits                   | Inscrits       | 81 151       | 100,00       | 81 128      | 100,00      |  |
| Abstentions    | Abstentions                | Abstentions    | 32 297       | 39,8         | 32 357      | 39,88       |  |
| Votants        | Votants                    | Votants        | 48 854       | 60,2         | 48 771      | 60,12       |  |
| Blancs et nuls | Blancs et nuls             | Blancs et nuls | 740          | 1,51         | 1 530       | 3,14        |  |
| Exprimés       | Exprimés                   | Exprimés       | 48 114       | 98,49        | 47 241      | 96,86       |  |

#### Cinquième circonscription (Chalon-sur-Saône)
| Candidat       | Candidat                         | Parti          | Premier tour | Premier tour | Second tour | Second tour |  |
| Candidat       | Candidat                         | Parti          | Voix         | %            | Voix        | %           |  |
| -------------- | -------------------------------- | -------------- | ------------ | ------------ | ----------- | ----------- |  |
|                | Christophe Sirugue sortant réélu | PS (PRG, MRC)  | 22 415       | 44,82        | 27 430      | 59,26       |  |
|                | Isabelle Dechaume                | PRV (UMP, NC)  | 11 768       | 23,53        | 18 857      | 40,74       |  |
|                | Christian Launay                 | RBM (FN)       | 8 804        | 17,60        |             |             |  |
|                | Jacky Dubois                     | FG (PCF)       | 2 848        | 5,69         |             |             |  |
|                | Karine Delorme                   | AC             | 1 765        | 3,53         |             |             |  |
|                | Abdoulkader Attéyé               | EÉLV           | 1 216        | 2,43         |             |             |  |
|                | Jean-Paul Villette               | POI            | 327          | 0,65         |             |             |  |
|                | Lucienne Soulier                 | AÉI            | 309          | 0,62         |             |             |  |
|                | Pascal Dufraigne                 | LO             | 304          | 0,61         |             |             |  |
|                | Anne Nieddu                      | NPA            | 254          | 0,51         |             |             |  |
|                |                                  |                |              |              |             |             |  |
| Inscrits       | Inscrits                         | Inscrits       | 91 106       | 100,00       | 91 109      | 100,00      |  |
| Abstentions    | Abstentions                      | Abstentions    | 40 113       | 44,03        | 42 920      | 47,11       |  |
| Votants        | Votants                          | Votants        | 50 993       | 55,97        | 48 189      | 52,89       |  |
| Blancs et nuls | Blancs et nuls                   | Blancs et nuls | 983          | 1,93         | 1 902       | 3,95        |  |
| Exprimés       | Exprimés                         | Exprimés       | 50 010       | 98,07        | 46 287      | 96,05       |  |